# Zbigniew Purczyński
Zbigniew Purczyński (ur. 21 lipca 1955 w Poniatowie) – polski malarz, grafik, rysownik oraz nauczyciel akademicki.

## Życiorys
W latach 1979–1985 studiował na Państwowej Szkole Sztuk Plastycznych w Łodzi (obecnie Akademia Sztuk Pięknych im. Władysława Strzemińskiego w Łodzi), którą ukończył dyplomem w Pracowni Technik Litograficznych u prof. Jerzego Grabowskiego i w Pracowni Malarstwa u prof. Stanisława Fijałkowskiego, w której od 1987 pracował jako asystent. W 1993 pracował jako adiunkt w Pracowni Malarstwa prof. Mikołaja Dawidziuka, natomiast od 1998 kierował Pracownią Rysunku na Wydziale Grafiki i Malarstwa. W okresie 1993–1999 był prodziekanem Wydziału Grafiki i Malarstwa, a od 1999 pełni funkcję dziekana Wydziału Grafiki i Malarstwa.

## Twórczość
Prezentował swoje prace na kilkuset wystawach krajowych i międzynarodowych w Polsce i za granicą, a także zasiadał w jury (m.in. podczas 6. Ogólnopolskiego Triennale Grafiki Polskiej w Katowicach czy 13. Międzynarodowych Triennale Małe Formy Grafiki). Był wielokrotnie nagradzany i wyróżniany, otrzymał m.in.: nagrodę roku przyznaną przez Muzeum Sztuki w Łodzi podczas Konkursu im. Władysława Strzemińskiego dla studentów PWSSP w Łodzi (1984), nagrodę za zestaw prac podczas I Triennale Grafiki Polskiej w Katowicach (1991), I nagrodę podczas XII Ogólnopolskiego Konkursu Otwartego na Grafikę w Łodzi (1991), wyróżnienie podczas VI Quadriennale Drzeworytu i Linorytu Polskiego w Olsztynie (1995), wyróżnienie podczas IX Ogólnopolskiego Konkursu Graficznego im. J. Gielniaka w Jeleniej Górze (1997), medal honorowy podczas Małe Formy Grafiki w Łodzi (2002), wyróżnienie podczas 2 Ogólnopolskiego Konkursu Graficznego ‘Triennale Tczewskie 04’ w Tczewie (2004). Odznaczony Srebrnym Medalem „Zasłużony Kulturze Gloria Artis” (2022).